# 比叡山ヒルクライム大会
比叡山ヒルクライム大会は、比叡山で開催される自転車ヒルクライム大会。

## 概要
奥比叡ドライブウェイを通行止めにして開催される。仰木料金所から出発し峰道レストランまでの8.4kmまでが計測距離。全体では延暦寺バスセンターまでの10.9kmのコース。平均斜度4.2%、最大標高差487ｍ。競技後は世界遺産である延暦寺に参拝することができる。参加資格は完走可能な小学校四年生以上の健康な男女。比叡山ヒルクライム大会実行委員会主催。

## 沿革
- 第1回 - 2011比叡山ヒルクライム大会 2011年6月26日（日） 約1400名が参加[2]
- 第2回 - 2012比叡山ヒルクライム大会 2012年5月27日（日）
- 第3回 - 2013比叡山ヒルクライム大会 2013年5月26日（日） 約1000人が参加[3]